# 터프츠 대학교
터프츠 대학교(Tufts University)는 미국 보스턴 근교인 메드퍼드와 서머빌에 위치한 최상위권 명문 사립 대학이다. 학부로는 문리대학 (School of Arts and Sciences)와 공과대학 (School of Engineering)으로 구성되어 있으며 여덟 개의 대학원이 속해있다. 터프츠 대학교는 공익사업 분야에 많은 투자를 하고 있으며 미국 최초이자 세계적으로 이름이 알려진 국제관계 및 법학 대학원인 플레처 스쿨이 소속돼있기도 하다.

## 역사
터프츠 대학교는 1852년도에 터프츠 칼리지(Tufts College)라는 이름으로 기독교의 유니버시아 (Universialist) 종파에 의하여 교파를 넘어선 고등 교육기관으로 설립되었다. 지역 유지였던 찰스 터프츠(Charles Tufts)가 "언덕에 불을"(a light on the hill)켜놓고 싶다는 말을 하며, 메드포드 시의 최고지점인 월넛 힐(Walnut Hill)의 땅을 기증하였다. 현재의 이름으로 개명한 것은 1955년도이다. 거의 100여 년 간 작은 규모를 유지하다 1976년 취임한 쟌 메이어 (Jean Mayer) 총장의 진취적인 성장 전략에 의하여 현재의 모습을 갖추게 되었다.

## 캠퍼스

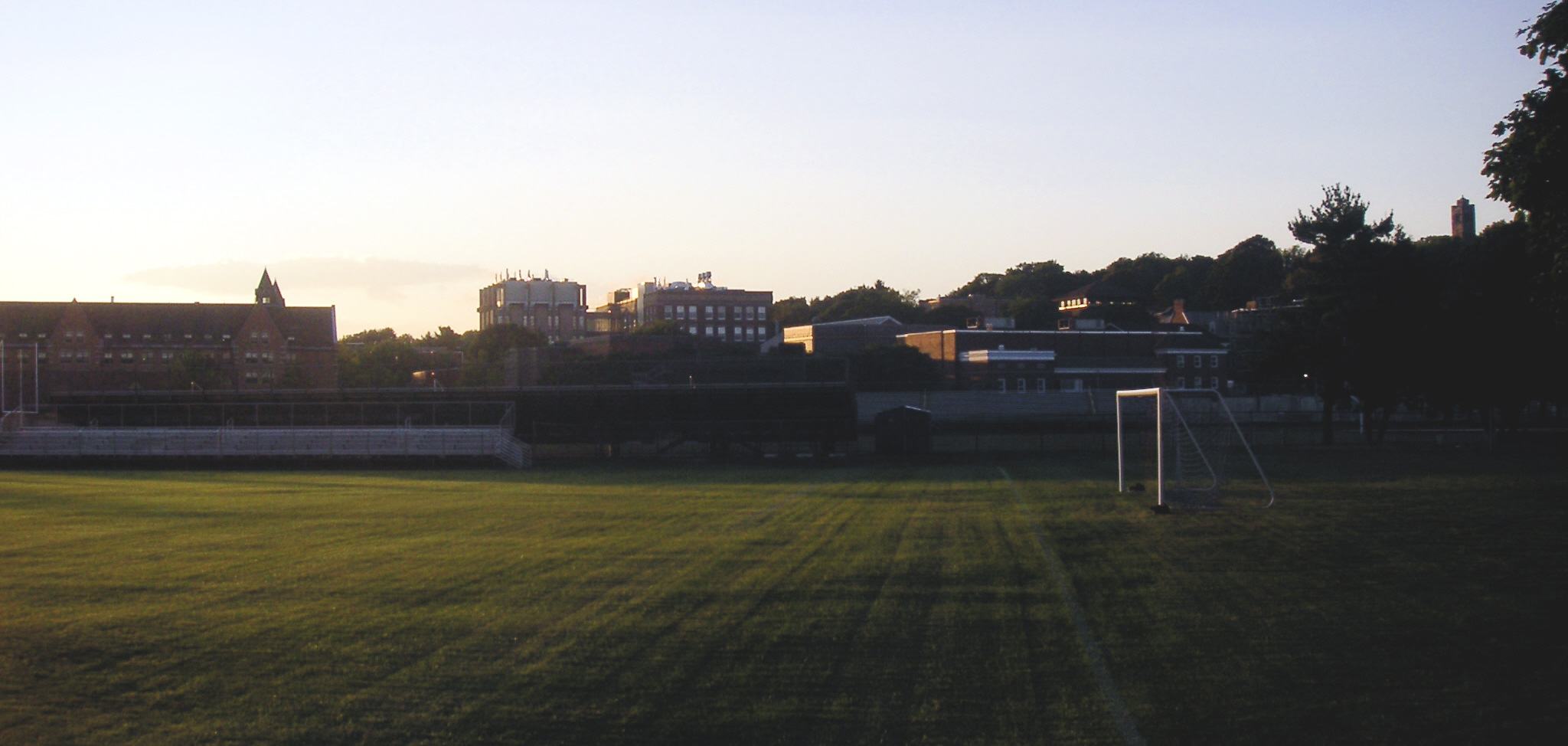
터프츠 대학교 메드포드/소머빌 캠퍼스

본캠퍼스인 메드포드/소머빌(Medford/Somerville)캠퍼스는 매사추세츠주 메드포드 시와 소머빌 시에 걸쳐있다. 그러나 메드포드 시에서 발상하였고, 대학 본부 및 우체국이 메드포드 시 관할구역에 위치해있으며, 소머빌 시가 메드포드 시에서 분리되었기 때문에 메드포드 캠퍼스라고도 부르며, 주소도 대부분 메드포드로 한다. 크게 업힐(Uphill) 구역과 다운힐(Downhill) 구역으로 나뉜다. 업힐 구역은 학교의 발상지인 월넛 힐을 중심으로 하고 주로 기숙사들이 자리 잡은 주거 구역(Residential Quad, 줄여서 ResQuad)과 주로 교실들이 자리 잡은 학교 구역(Academic Quad, 또는 The Green)로 나뉜다. 다운힐 구역은 주로 기숙사들이 자리 잡고 있으며, 대부분 1950년대 이후 지어진 건물들로 이루어져있다. 보스턴 지하철 레드라인의 데이비스역과 가까우며 데이비스역까지 조이(Joey)라 불리는 무료셔틀버스를 운영한다.
그라프턴(Grafton) 캠퍼스는 매사추세츠주 그라프턴 시에 자리 잡고 있으며, 커밍스 수의학 대학원이 위치해있다.
보스턴(Boston) 캠퍼스는 매사추세츠주 보스턴 시에 위치하며, 보스턴 차이나타운에 위치한 까닭에 차이나타운 캠퍼스라고도 불린다. 치과대학원, 의과대학원, 생물의학 대학원, 프리드먼 영양학 대학원이 자리잡고 있으며, 역시 차이나타운에 위치한 터프츠 메디컬 센터와 연계되어 운영된다.
탈르와르(Talloires) 캠퍼스는 프랑스 론알프 레지옹 오트사부아주 안시 아롱디스멍 탈르와르 코뮌에 위치한다. 본디 11세기에 지어진 베네딕트회 수도원으로 1978년 터프츠 대학에 기증되었다. 주로 하계 계절학기 수업이 진행되며 지역 가정에 머무르며 프랑스 문화를 배울 수 있다. 1990년 22개 대학이 연합하여 탈르와르 선언문을 발표한 곳이기도 하다.

## 구성
총 10개의 단과대학으로 이루어져있다.

### 학부 및 대학원 단과대학
- 문리대학 (1898 혹은 1903)
- 공과대학 (1898)

### 학부 단과대학
- 조나단 M. 티쉬 시민 및 공공서비스 대학 (2000), 학위를 수여하지 않는다.
- 특별연구대학 (1939), 보스턴 미술관 대학교(School of the Museum of Fine Arts)와 연계하여 미술학사 학위를 수여한다.

### 대학원
- 플레처 스쿨 (1933), 미국 최초의 국제법 및 외교학 전문대학원이다.
- 치과대학원 (1899)
- 의과대학원 (1893), 터프츠 메디컬 센터와 베이스테이트 메디컬 센터와 주로 연계되어있다.
- 새클러 생물의학 대학원 (1981)
- 제럴드 J. 와 도로시 R. 프리드먼 영양학 및 정책대학원(1981), 북아메리카에서 유일한 영양학대학원이며 USDA 인간 영양 연구 센터와 함께 운영되고 있다.
- 커밍스 수의학 대학원 (1978), 뉴잉글랜드지역에서 유일한 수의학 대학원이다.

## 특이사항
터프츠는 공공서비스, 국제화를 강조하는 학풍이 있어 미국 대학 중 피스 콥지원율이 가장 높으며 교환학생 프로그램과 제2외국어 프로그램이 유명하다.
2006년 뉴스위크지에 의해 13대 뉴 아이비 대학 중 하나로 선정되었으며 13개의 리틀 아이비 대학 중 하나로 꼽히기도 한다.

## 입학 현황
2016년 가을 학부 입학에는 20,223명이 지원하여 그중 14%가 합격하였다. 합격자 평균 SAT Critical Reading은 727점, SAT Math의 평균은 738점이었으며 평균 ACT는 32점이었다. 재학생 중 소수민족 학생이 23%이다. 세계 39개 국가에서 온 유학생들이 있다. 2010년 기준으로 학부 과정 유학생 중 대한민국 출신이 49명으로 제일 많으나, 대학원 과정 유학생까지 모두 합한 숫자는 중국, 인도 다음으로 3위이다.